# Енч
Енч (угор. Encs) — місто на північному сході Угорщини в медьє Боршод-Абауй-Земплен. Розташований за тридцять кілометрів від столиці медьє — міста Мішкольца. Населення — 7052 чоловік (2001).

## Міста-побратими
- Бад-Дюрренберг, Німеччина
- Молдава-над-Бодвоу, Словаччина
- Кемпно, Польща